# Agrypon macrurum
Agrypon macrurum är en stekelart som beskrevs av Förster 1860. Agrypon macrurum ingår i släktet Agrypon och familjen brokparasitsteklar. Inga underarter finns listade i Catalogue of Life.